# Мяшкярине
Мяшкярине (лит. Meškerinė) — село в восточной части Литвы, входит в состав Пабрадского староства Швянчёнского района. По данным переписи 2011 года, население Мяшкярине составляло 62 человека.

## География
Село расположено на юге центральной части района. Расстояние до города Пабраде составляет 12 км, до Швенчёниса — 26 км.

## Население
| 1905                           | 1931 | 1959 | 1970 | 1979 | 1986 | 1989 | 2001 | 2011 |
| ------------------------------ | ---- | ---- | ---- | ---- | ---- | ---- | ---- | ---- |
| 6                              | 36   | 19   | 77   | 81   | 83   | 95   | 68   | 62   |
| Гистограмма динамики населения |      |      |      |      |      |      |      |      |